# سيمون تشارلي
سيمون تشارلي هو نحات كندي، ولد في 1919، وتوفي في 2005.